# Barrault Éditions
 (mai 2017).
Si vous disposez d'ouvrages ou d'articles de référence ou si vous connaissez des sites web de qualité traitant du thème abordé ici, merci de compléter l'article en donnant les références utiles à sa vérifiabilité et en les liant à la section « Notes et références ».
Barrault Éditions était une maison d'édition française, en activité de 1983 à 1992.

## Historique
Les éditions Barrault ont été fondées en 1983 par Bernard Barrault, ancien directeur général des Éditions Stock, et Betty Mialet, alors directrice de Stock 2. Ils lancèrent Philippe Djian, dont ils publièrent les huit premiers livres. Betty Mialet vendit au cinéma les droits de 37°2 le matin à Jean-Jacques Beineix qui connut un énorme succès international. Grâce aux succès d'Ania Francos et de Gilles Perrault, ils se consacrèrent à découvrir de jeunes auteurs dont Jacques-André Bertrand, Laurent Bénégui, Lionel Duroy, Armand Farrachi, Michel Field, Max Genève, Frédéric Lasaygues, Marc-Édouard Nabe, Carmen Castillo, Béatrice Shalit, Sylvie Caster, Agnès Pavy, Catherine Baker, etc. et continuèrent à développer des liens avec l'audiovisuel par l'intermédiaire  de leur société BBM (outre 37°2, il y eut aussi, entre autres, Priez pour nous au cinéma). Parallèlement à la fiction, ils publièrent aussi des documents, notamment de Roland Castro, de Félix Guattari ou de Laurence Picq, et une collection d'albums dirigée par Hans Reychman et Betty Mialet qui connut de grands succès, comme Nous l'avons tant aimée la révolution de Dany Cohn-Bendit, Le Commissariat aux Archives d'Alain Jaubert, Dans la peau d'un chinois de Marc Boulet ou Jacques Higelin par Jacques A. Bertrand. Les Éditions Bernard Barrault étaient associées et distribuées par les Éditions Flammarion, auxquelles elles revendirent le fonds à la suite du départ brutal de Philippe Djian chez Gallimard en 1992.
En 2020, les fondateurs de l'ancienne maison d'édition ont quitté  les éditions Julliard pour en fonder une nouvelle du nom de Mialet-Barrault Éditeurs

## Auteurs publiés
- Farida Belghoul
- Marc-Édouard Nabe